# Episodi di Das Boot (terza stagione)
La terza stagione della serie televisiva Das Boot, composta da dieci episodi, è stata trasmessa in Germania su Sky One il 14 maggio 2022.
In Italia, la stagione è andata in onda in prima visione sul canale satellitare Sky Atlantic dal 19 luglio al 16 agosto 2022.
| nº | Titolo originale          | Titolo italiano                   | Prima TV Germania | Prima TV Italia |
| -- | ------------------------- | --------------------------------- | ----------------- | --------------- |
| 1  | Eine zweite Chance        | Nuovi volontari                   | 14 maggio 2022    | 19 luglio 2022  |
| 2  | Neue Befehle              | Il nuovo comandante               | 14 maggio 2022    | 19 luglio 2022  |
| 3  | Das Blatt wendet sich     | La mina                           | 14 maggio 2022    | 26 luglio 2022  |
| 4  | Krieg mit anderen Mitteln | Diserzione                        | 14 maggio 2022    | 26 luglio 2022  |
| 5  | In die Tiefe              | Bersaglio                         | 14 maggio 2022    | 2 agosto 2022   |
| 6  | Eingekesselt              | Ne resta uno                      | 14 maggio 2022    | 2 agosto 2022   |
| 7  | Der Feind meines Feindes  | Un carico prezioso                | 14 maggio 2022    | 9 agosto 2022   |
| 8  | Narrengold                | Salvataggio                       | 14 maggio 2022    | 9 agosto 2022   |
| 9  | Der Seemannspsalm         | Strategie                         | 14 maggio 2022    | 16 agosto 2022  |
| 10 | Ein richtiger U-Boot-Mann | L'insostenibile peso della verità | 14 maggio 2022    | 16 agosto 2022  |

## Nuovi volontari
- Titolo originale: Eine zweite Chance
- Diretto da: Hans Steinbichler
- Scritto da: Colin Teevan

## Il nuovo comandante
- Titolo originale: Neue Befehle
- Diretto da: Hans Steinbichler
- Scritto da: Tony Saint

## La mina
- Titolo originale: Das Blatt wendet sich
- Diretto da: Hans Steinbichler
- Scritto da: Tony Saint

## Diserzione
- Titolo originale: Krieg mit anderen Mitteln
- Diretto da: Hans Steinbichler
- Scritto da: Colin Teevan e Tony Saint

## Bersaglio
- Titolo originale: In die Tiefe
- Diretto da: Hans Steinbichler
- Scritto da: Colin Teevan

## Ne resta uno
- Titolo originale: Eingekesselt
- Diretto da: Dennis Gansel
- Scritto da: Colin Teevan e Tony Saint

## Un carico prezioso
- Titolo originale: Der Feind meines Feindes
- Diretto da: Dennis Gansel
- Scritto da: Judith Angerbauer

## Salvataggio
- Titolo originale: Narrengold
- Diretto da: Dennis Gansel
- Scritto da: Colin Teevan e Tony Saint

## Strategie
- Titolo originale: Der Seemannspsalm
- Diretto da: Dennis Gansel
- Scritto da: Colin Teevan

## L'insostenibile peso della verità
- Titolo originale: Ein richtiger U-Boot-Mann
- Diretto da: Dennis Gansel
- Scritto da: Tony Saint